# Musée du chocolat de Barcelone
Pour les articles homonymes, voir Musée du chocolat.

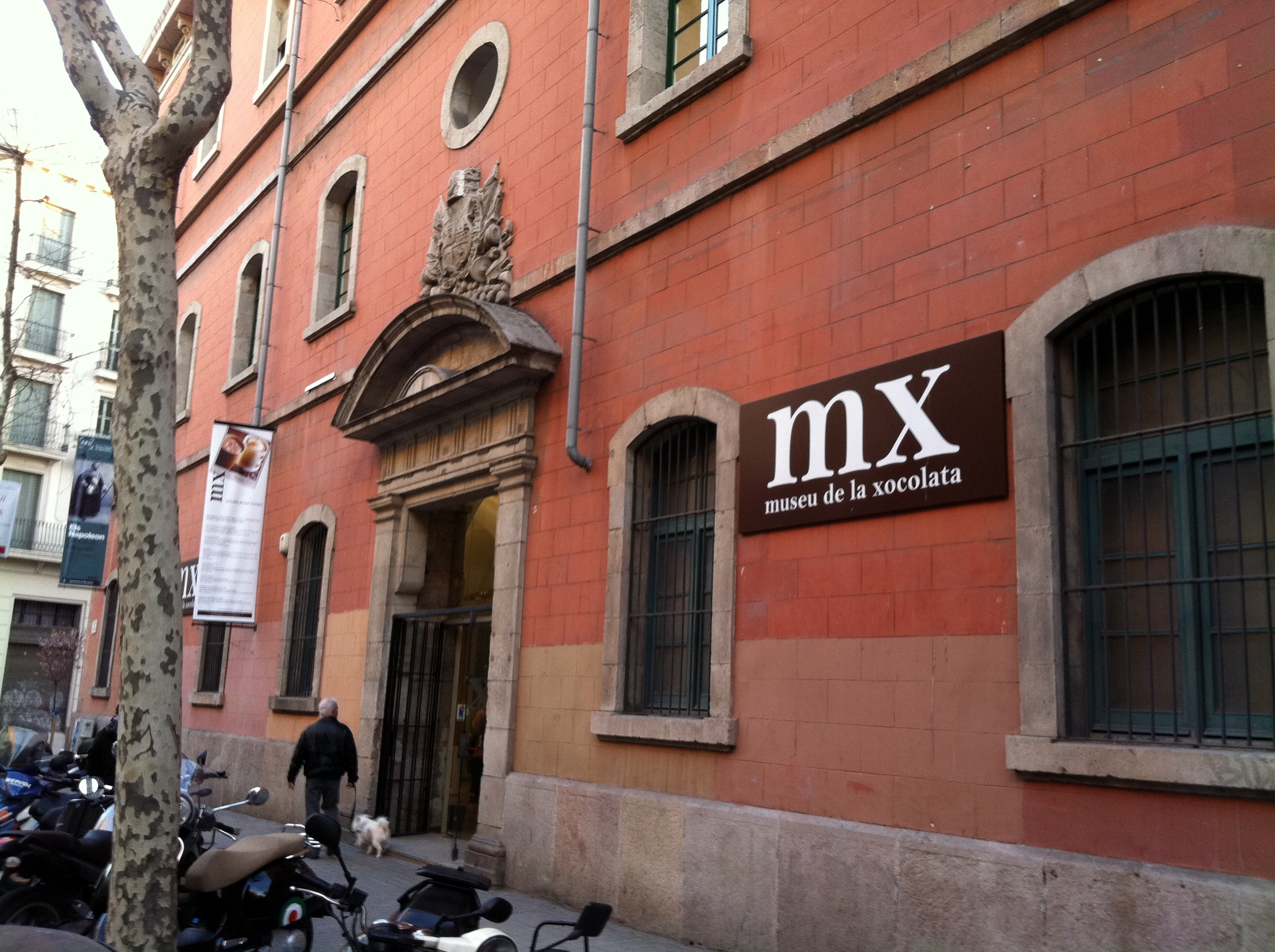
L'entrée du musée

Le Musée du chocolat de Barcelone (en catalan Museu de la Xocolata) se situe dans la ville de Barcelone en Catalogne (Espagne).

## Présentation
Le musée a été fondé en 2000 à l'initiative de la Gremi de Pastisseria de Barcelona, la guilde des patissiers. 
Il est situé Carrer Comerç 36 dans le quartier d'El Born (Ciutat Vella) au rez-de-chaussée d'une ancienne caserne.
La guilde voulait promouvoir la tradition chocolatière locale. 
Outre l'histoire des origines du chocolat en Europe et les vertus alimentaires et thérapeutiques de celui-ci, le musée possède un grand nombre de figures en chocolat tant dans son exposition permanente que parmi les expositions temporaires.
Parmi les figures les plus importantes figurent : une réplique de la Pietà de Michel-Ange réalisée il y a plus de 30 années, un char de Ben-Hur, le gorille Flocon de Neige, une figure en chocolat de 30 kilos.
Le musée organise chaque année, dans la salle accueillant les expositions temporaires, un concours international de figures en chocolat réunissant des professionnels du monde entier. Le thème diffère chaque année, par exemple l'Année de Dali, l'Année de Gaudi et l'Année de l'Astronomie. Ces concours assurent le renouvellement des expositions temporaires.